# Bandiera degli Stati Confederati d'America

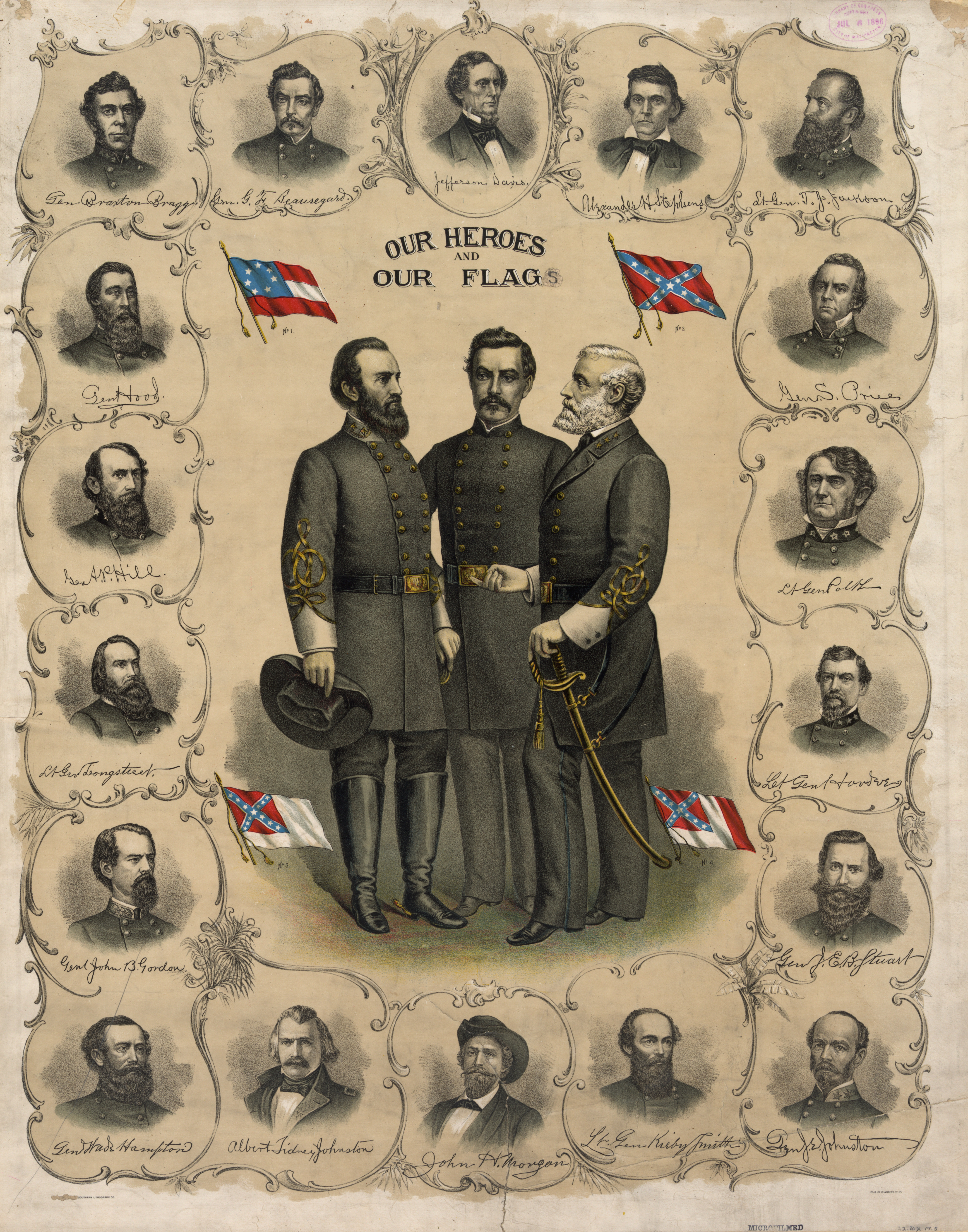
Stampa del 1896 che mostra le quattro versioni della bandiera degli Stati Confederati d'America e della bandiera di battaglia confederata. Al centro compaiono Stonewall Jackson, P. G. T. Beauregard e Robert E. Lee, circondati da ritratti di Jefferson Davis e di ufficiali dell'esercito confederato.

La bandiera degli Stati Confederati d'America assunse tre diverse forme ufficiali nel periodo 1861-1865.

## Proposte per la bandiera confederata

### Proposte popolari (febbraio e marzo 1861)
Per le prime tre settimane di esistenza, gli Stati Confederati d'America non ebbero una bandiera ufficialmente riconosciuta. Il Congresso Provvisorio insediò un Comitato per la Bandiera ed il Sigillo sotto la presidenza di William Porcher Miles della Carolina del Sud. Questo Comitato ricevette centinaia di disegni proposti da gente sia all'interno sia all'esterno della nuova Confederazione. Quando il Comitato fece il suo rapporto al Congresso, scrisse che le proposte potevano essere divise in due grandi categorie:
1. "Quelle che copiano e mantengono le principali caratteristiche della bandiera degli Stati Uniti, con piccole ed insignificanti modifiche;"
2. "Quelle molto elaborate, complicate o fantasiose."

### Proposte del Comitato congressuale congiunto:The Sun of Glory(aprile 1862)

Proposta del Comitato Congiunto, Risoluzione del Senato N. 11, 19 aprile 1862

Le prime elezioni nazionali confederate in base alla Costituzione definitiva degli Stati Confederati si tennero mercoledì 6 novembre 1861. Il Congresso Provvisorio continuò a riunirsi e a legiferare fino al 18 febbraio 1862, quando passò il potere legislativo al Senato ed alla Camera dei Rappresentanti del Primo Congresso degli Stati Confederati. Il nuovo Senato formalmente conteggiò I voti del collegio elettorale, nel quale Jefferson Davis e Alexander Stephens erano stati eletti Presidente e Vicepresidente secondo la nuova Costituzione. Davis, e, simbolicamente, il nuovo governo, furono insediati il 22 febbraio 1862.
Cinque giorni prima di cessare le sue funzioni, il Congresso Provvisorio dibatté il cambio della bandiera nazionale degli Stati Confederati, lasciando infine questa decisione al nuovo Congresso eletto dal popolo. Una settimana dopo l'apertura della sessione del nuovo Congresso, il Senato e la Camera dei Rappresentanti insediarono un Comitato Congiunto per la Bandiera ed il Sigillo. I membri del comitato congiunto erano i senatori William B. Preston (Virginia), James L. Orr (Carolina del Sud) e Thomas J. Semmes (Louisiana), e i deputati Alexander R. Boteler (Virginia), Peter W. Gray (Texas) e William R. Smith (Alabama). Il senatore Boteler ne era presidente.
Un'idea che era stata proposta da diverse fonti era quella di sostituire le stelle della bandiera con un sole. Una tale "bandiera del sole" fu proposta da Robert Barnwell Rhett sul Mercury di Charleston il 6 marzo 1862. In un articolo, Rhett discusse quattro possibili nuovi modelli di bandiera, fra i quali egli descrisse come "unico e bello... il sole (d'oro o giallo in campo azzurro) con un raggio per ogni Stato, rende superfluo prendere in prestito le stelle, mentre è emblematico della latitudine del nostro paese, sorgente della nostra abbondanza agricola, ed anche del calore e della genialità del carattere del Sud."
Accadde talvolta che i disegni delle bandiere riportati dai giornali ispirassero il disegno delle bandiere di battaglia per le unità dell'esercito in campagna. Accadeva più spesso quando i giornali lasciavano credere ai lettori che il disegno in questione stava per essere, o era già stato, adottato come nuova bandiera nazionale. Questo non fu il caso del Mercury di Charleston sopra indicato; ma il disegno sembra aver ispirato la bandiera consegnata al 3º Battaglione Volontario di Cavalleria della Carolina del Sud.
Sia pur omettendo il bordo azzurro del disegno del Mercury, la bandiera del 3º Battaglione replica i suoi triangoli rossi e bianchi. Invece del sole su uno scudo azzurro, il centro della bandiera è decorato da un disco azzurro, sul quale sono riportate in oro, in un circolo dorato, la designazione dell'unità e le sciabole incrociate della cavalleria.
La proposta del Mercury di Charleston potrebbe aver ricavato il disegno da un altro, discusso nel Daily Dispatch di Richmond un mese prima (il 31 maggio 1861, a pagina n. 4). Quel disegno, proposto da qualcuno che firmò solo con le iniziali "W.L.B." era una croce bianca, che W.L.B. chiamò "La Croce del Sud". Piuttosto che da stelle, la bandiera era ornata da un sole.
Il 19 aprile 1862 il Comitato Congiunto per la Bandiera ed il Sigillo sottomise il suo rapporto ad ambedue le Camere del Congresso:
(Comitato Congiunto per la Bandiera ed il Sigillo)
Nel suo rapporto il Comitato specificava che il fondo azzurro avrebbe avuto la forma di uno scudo. Nell'adottare il simbolo del sole, il rapporto del Comitato notava che quasi tutti i disegni proposti avevano una qualche combinazione di stelle.
Il Senato non intraprese nulla circa la risoluzione, ma la Camera dei Rappresentanti iniziò un dibattito. Alla fine, la Camera votò 39 a 21 di posporre l'esame della risoluzione, ma essa non fu mai più discussa.
In ogni caso, a questa bandiera fu dato un certo grado di notorietà dalla stampa. L'Examiner di Richmond pubblicò il disegno e riportò: "Siamo informati che il Congresso ha definitivamente adottato una bandiera." La notizia fu ripresa da altri giornali. Come risultato, alcune bandiere di questo disegno furono prodotte e consegnate ad unità combattenti dell'Esercito.

## La prima bandiera nazionale confederata

La Stars & Bars, in uso fino al 1º maggio 1863

La bandiera originale degli Stati Confederati d'America, comunemente nota come Stars & Bars ("stelle e barre"), fu approvata dal Congresso del Governo Provvisorio degli Stati Confederati, e per la prima volta issata sull'edificio del Congresso a Montgomery il pomeriggio del 4 marzo 1861. Il Congresso non adottò un atto formale di codifica di questa bandiera, ma essa è descritta nel Rapporto del Comitato per la Bandiera ed il Sigillo, con le seguenti parole:
(Rapporto del Comitato per la Bandiera ed il Sigillo)
La prima bandiera fu issata sul Campidoglio di Montgomery da miss Letitia Christian Tyler, nipote del presidente John Tyler.
La versione ufficiale doveva avere le stelle in circolo, in numero corrispondente agli Stati al tempo facenti parte della Confederazione. Così ci sarebbero dovute essere sette stelle dal 4 marzo al 7 maggio 1861, quando la Virginia divenne l'ottavo Stato Confederato con una legge del Congresso, seguita nello stesso mese dall'Arkansas. Successivamente il numero delle stelle continuò ad aumentare finché il Tennessee guadagnò il suo seggio come undicesimo Stato il 2 luglio 1861. Il numero rimase undici per tutta l'estate, ma aumentò quando il Missouri ed il Kentucky furono ammessi alla Confederazione con leggi del Congresso approvate rispettivamente il 28 novembre ed il 10 dicembre 1861.
Nonostante il modello ed i numeri ufficiali, comunque, singoli esempi della Stars and Bars se ne discostano grandemente, con stelle varianti nel numero da uno a 17, e disposizione delle stelle variata rispetto al circolo sancito ufficialmente.

7 stelle (4 marzo – 21 maggio 1861): Carolina del Sud, Mississippi, Florida, Alabama, Georgia, Louisiana e Texas
9 stelle (21 maggio – 2 luglio 1861): Virginia e Arkansas.
11 stelle (2 luglio – 28 novembre 1861): Carolina del Nord e Tennessee.
13 stelle (28 novembre 1861 – 1º maggio 1863): Missouri e Kentucky

## La seconda bandiera nazionale confederata

### Adozione della seconda bandiera nazionale confederata

Bandiera degli Stati Confederati d'America (1º maggio 1863 – 4 marzo 1865)

Bandiera effettivamente prodotta dal deposito vestiario di Richmond

La seconda bandiera degli Stati Confederati d'America, comunemente nota come Stainless banner, ("bandiera senza macchia") fu definita da una legge del Congresso degli Stati Confederati (Statutes at Large, Primo Congresso, Sessione III, Capitolo 88), approvata dal Presidente il 1º maggio 1863. La legge sulla bandiera del 1863 descrive la bandiera come segue:
(Legge sulla Bandiera del 1863)
Il cambiamento nella legge sulla bandiera che portò all'adozione della Stainless banner fu iniziato il 22 aprile 1863, quando il Comitato per la Bandiera e il Sigillo del Senato degli Stati Confederati inviò al Senato un rapporto che raccomandava l'adozione del disegno di legge senatoriale 132. Il disegno originale era essenzialmente lo stesso della legge adottata il 1º maggio 1863, ma indicava anche che il campo della bandiera includesse "una barra azzurra, un terzo dell'ampiezza della bandiera, dividendo il campo nel senso della lunghezza."
La bandiera passò al Senato con la barra azzurra, ma dopo un lungo dibattito il 1º maggio 1863 la Camera dei Rappresentanti emendò il disegno di legge rimuovendo la barra azzurra. Il Senato convenne sull'emendamento della Camera e il Presidente firmò la legge il giorno stesso.
Sebbene la legge sulla bandiera del 1863 disponesse che la bandiera fosse lunga il doppio dell'ampiezza, le bandiere effettivamente prodotte dal Deposito Vestiario di Richmond erano solo una volta e mezza l'ampiezza, più corrispondente all'Insegna Navale adottata dalle Norme per il Dipartimento della Marina il 26 maggio 1863, che non alla legge del 1º maggio 1863.

## La terza bandiera nazionale confederata

### Adozione della terza bandiera nazionale confederata

La bandiera degli Stati Confederati d'America dopo il 4 marzo 1865

La terza e definitiva bandiera degli Stati Confederati d'America Final Edition ("Edizione finale") fu definita con una legge del Congresso degli Stati Confederati (Secondo Congresso, Sessione II), approvata dal Presidente il 4 marzo 1865, quattro anni dopo che era stata issata per la prima volta la Stars and bars a Montgomery.
La legge sulla bandiera del 1865 la descrive come segue:
(Legge sulla Bandiera del 1865)
Molto pochi, forse nessun esemplare di questa bandiera prodotto durante la Guerra corrispose alle specifiche ufficiali della legge. La nuova bandiera doveva avere il cantone leggermente rettangolare. Quelle fatte al Deposito Vestiario di Richmond continuarono ad utilizzare il cantone quadrato della Stainless Banner, cambiando il modello solo con l'aggiunta della barra esterna rossa.

## Uso recente
Dopo la fine della guerra di secessione americana l'uso personale e ufficiale di queste bandiere e di bandiere derivate da essa è continuato con alcune controversie.
La vecchia bandiera nazionale del Mississippi e la attuale della Georgia sono basate sulle bandiere confederate. La bandiera della Carolina del Nord è basata sulla bandiera adottata dallo stato nel 1861, che risale alla fondazione della Confederazione e appare essere basata sulla prima bandiera confederata. Le bandiere dell'Alabama e della Florida sembrano di ispirazione confederata, ma sono in realtà derivate dalla croce di Borgogna, usata sui territori della Florida spagnola.

## Altre bandiere
Oltre alla bandiera nazionale, una varietà di bandiere e vessilli furono usati dai confederati. Tra questi la "Bonnie Blue" venne usata come bandiera non ufficiale nei primi mesi del 1861. Venne usata dalle batterie confederate che aprirono il fuoco contro Fort Sumter all'apertura della guerra di secessione. Le truppe confederate che combatterono nei teatri occidentali della guerra usarono anche la bandiera di guerra Van Dorn. Inoltre molte unità militari avevano una propria bandiera reggimentale che portavano in battaglia.